# وایسالا ۱۵۷۳
سیارک ۱۵۷۳ (به انگلیسی: 1573 Vaisala، نامگذاری:1949UA) هزار و پانصد و هفتاد و سومین سیارک کشف شده‌است که در ۲۷ اکتبر ۱۹۴۹ کشف شد.
قدر مطلق سیارک برابر ۱۲٫۳۰ است.